# Obrona Jarosławia
Obrona Jarosławia – starcia prowadzone w dniach 10–11 września 1939 r. podczas kampanii wrześniowej, mające na celu obronę przed niemieckim agresorem miasta Jarosław.

## Geneza
Przygotowanie obrony wojsk polskich na linii rzeki San spoczywało na gen. Wacławie Wieczorkiewiczu, dowódcy Okręgu Korpusu nr X w Przemyślu. Realizacja tych zadań rozpoczęła się od 7 września. Pomimo wysiłków gen. W. Wieczorkiewicza przebiegało ono jednak – z powodu braku sił i środków – bardzo powoli. 8 września na obszarze między Przemyślem i Rozwadowem było zgrupowanych jedynie dziesięć batalionów piechoty, batalion saperów i 42 działa. Na jarosławskim odcinku Radymno–Sieniawa znajdowały się cztery bataliony piechoty i ok. 20 dział. Zgodnie z rozkazami gen. W. Wieczorkiewicza zadanie zorganizowania obrony Jarosławia i Radymna oraz pozycji obronnych na wschodnim brzegu Sanu w pasie od Sieniawy do Radymna otrzymał ppłk Jan Wójcik, dowódca Ośrodka Zapasowego 2 Dywizji Piechoty Legionów. Realizację zadania rozpoczęto od rana 9 września. Osłonę Jarosławia od strony Przeworska zapewniał batalion piechoty pod dowództwem kpt. Józefa Matheisa bez jednej kompanii wzmocnionej plutonem karabinów maszynowych i działkiem przeciwpancernym, która została skierowana do obrony Radymna. W sumie były to za słabe siły do zorganizowania skutecznej obrony linii Sanu na tym odcinku, zwłaszcza że rzeka, wskutek suszy, nie stanowiła poważnej przeszkody dla wojsk niemieckich. 
Ze strony niemieckiej pod Jarosław zdążały 4 Dywizja Lekka gen. mjr. Alfreda von Hubickiego i 2 Dywizja Pancerna gen. por. Rudolfa Veiela ze składu XXII Korpusu Armijnego pod dowództwem gen. kaw. Ewalda von Kleista. W nocy z 9 na 10 września kolumna południowa 4. DLek, maszerująca od Rzeszowa przez Jawornik Polski, Pruchnik, Tyniowice, Więckowice, Rokietnicę, Zamiechów i dalej gościńcem zamiechowskim, dotarła do Sanu pod Radymnem. Wykorzystując zaskoczenie polskich obrońców, sforsowała rzekę przy minimalnym oporze i zajęła miasto.

## Obrona miasta
Nad ranem 10 września do Jarosławia przybył płk dypl. Stanisław Maczek, dowódca 10 Brygady Kawalerii. Po zorientowaniu się w słabości linii obronnych w tym rejonie postanowił wzmocnić je siłami Brygady i utrzymać miasto przez cały dzień, aby zapewnić przeprawę własnej jednostki i innych wycofujących się oddziałów. Około południa dotarły pod Jarosław niemieckie 2 Dywizja Pancerna i 4 Dywizja Lekka. W tej sytuacji oddziały 10. BK wycofały się za San, pod osłonę zorganizowanego przedmościa w Jarosławiu, zbierając się w wyznaczonych rejonach. Natomiast pozycje w rejonie Jarosławia obsadziły siły ppłk. J. Wójcika. Po południu niemiecka 2. DPanc i część 4. DLek zaatakowały miasto, ale zostały odparte ze stratą kilku czołgów. Tymczasem płk dypl. S. Maczek w obawie przed odcięciem jego jednostki ze strony Radymna od Lwowa postanowił opuścić pod osłoną nocy przedmoście jarosławskie, wysadzić mosty i przemieścić Brygadę w rejon Oleszyce–Lubaczów. Wydał także rozkaz ppłk. J. Wójcikowi obrony rejonu Jarosławia przez dzień 11 września. Tego dnia Niemcy z 2. DPanc – wsparci silnym ogniem artyleryjskim – ponownie zaatakowali i przełamali polską obronę, zajmując miasto. Jednakże siłom ppłk J. Wójcika udało się z powodzeniem oderwać od nieprzyjaciela. Jako ostatni wycofał się batalion kpt. J. Matheisa. Wojska niemieckie natychmiast ruszyły w pościg za 10 BK.